# Сотников, Данила Олегович
Данила Олегович Сотников (2 ноября 1993) — российский и итальянский борец греко-римского стиля. Вице-чемпион Европы 2022 года, бронзовый призёр чемпионата Европы 2024 года. Многократный призёр чемпионатов России. Мастер спорта России по греко-римской борьбе.

## Спортивная карьера
Данила является воспитанником СШОР №64 (Лефортово), где тренеруется под руководством Алиева Александра Кисметовича.
В августе 2018 года в Одинцово завоевал бронзовую медаль чемпионата России. В ноябре 2018 года стал чемпионом Москвы. В январе 2019 года в Калининграде стал бронзовым призёром чемпионата России. В октябре 2020 года на Кубке России в Уфе завоевал бронзовую медаль. С 2021 года выступает за Италию. В апреле 2022 года на чемпионате Европы в Будапеште, уступив в финале турку Рызе Каяалпу, завоевал серебряную медаль.

## Спортивные результаты
- Абсолютный чемпионат России по борьбе 2017 — ;
- Чемпионат России по греко-римской борьбе 2018 — ;
- Чемпионат России по греко-римской борьбе 2019 — ;
- Чемпионат России по греко-римской борьбе 2020 — ;
- Кубок России по греко-римской борьбе 2020 — ;
- Чемпионат Европы по борьбе 2022 — ;
- Чемпионат Европы по борьбе 2024 — ;